# Germantown (hrabstwo Columbia)
Germantown – jednostka osadnicza w Stanach Zjednoczonych, w stanie Nowy Jork, w hrabstwie Columbia.